# Desmoderus variabilis
Desmoderus variabilis là một loài bọ cánh cứng trong họ Cerambycidae.